# Lago Ortiz Basualdo
El lago Ortiz Basualdo es un lago de origen glacial andino ubicado en Argentina, al sudoeste de la provincia de Neuquén, en el departamento Los Lagos.

## Toponimia
El nombre del lago recuerda a Luis Ortiz Basualdo, que junto con otras personas fueron los primeros en llegar a sus orillas. Antes se lo conocía como Laguna Fea, así llamado por Carlos Aguirre Luco; y también se lo denominó Media Luna.

## Geografía
El lago Ortiz Basualdo tiene forma de media luna. Posee una longitud de entre 4 y 5 kilómetros. Se ubica totalmente dentro del parque nacional Nahuel Huapi, al noroeste del lago del mismo nombre.
Está rodeado por un exuberante selva valdiviana, caracterizada por una gran variedad de especies vegetales. Situado muy cerca de la frontera con Chile, se encuentra en una zona de alta precipitación.

## Hidrografía
Su principal efluente es el río Ortiz Basualdo, que recorre cuatro kilómetros hasta el lago Los Cántaros, que a su vez su efluente es el río de Los Cántaros que desemboca en el brazo Blest del lago Nahuel Huapi.